# Eupithecia ferruginata
Eupithecia ferruginata là một loài bướm đêm trong họ Geometridae.